# 沢田敏男
沢田 敏男（さわだ としお、1919年〈大正8年〉5月4日 - 2017年〈平成29年〉10月18日）は、日本の農学者（農業農村工学）。農学博士（京都大学・論文博士・1955年）。京都大学名誉教授、国立工科大学名誉教授、福井県立大学名誉教授、仁愛大学名誉教授。階級は陸軍技術中尉。勲一等瑞宝章受章。日本学士院会員、文化功労者、文化勲章受章。
京都帝国大学農学部研究嘱託、岡山農業専門学校教授、京都大学農学部教授、京都大学農学部学部長、京都大学総長、農業土木学会会長、滋賀総合研究所理事長、日本学術振興会会長、国際高等研究所所長などを歴任した。

## 概要
農業土木・ダム工学を専攻する農学者・工学者である。三重県伊賀市出身。学位論文「浸透水の流動に関する研究」により、1955年に京都大学より農学博士の学位を授与された。京都大学で教鞭を執るだけでなく総長にも就任し、のちに名誉教授の称号を贈られた。日本学士院賞を受賞し、さらに勲一等瑞宝章や文化勲章を受章した。2017年10月18日午後0時半に京都市内の病院で心不全のため死去。

## 業績
灌漑ダムや干拓施設に関する理論的研究を行った。特に、ロックフィルダムの変形や透水の諸問題を解決する有用な設計法を多数確立したこと、ロックフィルダムとコンクリートダムとを隙間なく組み合わせる設計法を確立したことなどが顕著な業績である。これらの工法は、各地のダム建設時に適用された。
京都大学総長としては、留学生受け入れの拡充など「国際化」路線を確立し、「将来計画検討委員会」発足でその後具体化する京大改革構想の策定に着手したことが注目される。一方、1970年代以後、竹本処分（1977年）を経てなお一定の勢力を維持し「日本のガラパゴス」と称された京大学生運動に対しては、「学生寮の正常化」政策を進めることでその支持基盤を弱めようとした。1982年12月、沢田は評議会で吉田寮を廃寮にするための「在寮期限」（1986年3月31日）の設定を取り決めたが、吉田寮自治会や他の学生の猛反発によって事態はいっそう混乱し、「在寮期限闘争（紛争）」と呼称される新たな学生運動が盛り上がってしまった。この問題の解決は後任の西島安則総長時代に持ち越され、吉田寮も存続した。（京都大学吉田寮参照）

## 略歴

### 学歴
- 1937年 - 三重県立名賀農学校（現・三重県立名張高等学校）卒業
- 三重高等農林学校農業土木学科卒業
- 1942年9月 - 京都帝国大学農学部農林工学科卒業

### 職歴
- 1946年01月 - 京都帝国大学農学部研究嘱託
- 1949年05月 - 岡山農業専門学校教授
- 1950年10月 - 京都大学農学部助教授
- 1959年12月 - 京都大学農学部教授
- 1968年11月 - 京都大学評議員（1969年12月まで）
- 1971年12月 - 京都大学農学部長（1973年12月まで）
- 1978年04月 - 京都大学学生部長（1979年8月まで）
- 1979年12月 - 京都大学総長（1985年12月まで）
- 1985年12月 - 京都大学名誉教授

#### 学外における役職
- 1980年08月 - 第10代農業土木学会会長（1982年7月まで）[8]
- 1986年
  - 4月 - 滋賀総合研究所理事長
  - 10月 - 特殊法人日本学術振興会会長（1995年9月まで）
- 1987年09月 - 大学設置・学校法人審議会会長（1991年4月まで）
- 1989年12月12日 - 日本学士院会員
- 1996年10月 - 国際高等研究所所長（2001年3月まで）
- その他、ペルー国立工科大学名誉教授、福井県立大学名誉教授、仁愛大学名誉教授

## 受賞・栄典
- 1983年8月 - 農業土木学会賞
- 1986年10月 - ドイツ連邦共和国功労勲章大功労十字章
- 1987年6月 - 日本学士院賞（「貯水ダムの設計に関する研究」）
- 1991年11月 - 勲一等瑞宝章[9]
- 1994年11月 - 文化功労者
- 2003年03月 - 国際水田・水環境工学会国際賞
- 2003年05月 - ダム工学会功績賞
- 2005年11月 - 文化勲章[10]

## 関連事項
- 日本のダム
- コンバインダム